# Kosma Dmitrijewitsch Frolow
Kosma Dmitrijewitsch Frolow (russisch Козьма Дмитриевич Фролов; * 29. Junijul. / 10. Juli 1726greg. in Polewskoi; † 9. Märzjul. / 21. März 1800greg. in Barnaul) war ein russischer Bergbauingenieur.

## Leben
Frolow, Sohn eines Handwerkers, begann im April 1738 als Bergbaulehrling für 4 Rubel jährlich zu arbeiten. Bald darauf besuchte er die Bergwerksschule in Jekaterinburg mit Abschluss 1744. Er arbeitete nun wieder als Bergbaulehrling in den Berjosowskier Industriebetrieben. Dann arbeitete er als Bergknappe und Schreiber und baute Pferdegöpel für die Förderung des Grubenwassers aus den Schächten.
1758 wurde Frolow zum Steiger ernannt und in das Gold- und Kupferbergwerk Woizki im Gouvernement Archangelsk geschickt, um die Goldwäsche zu organisieren. Ab 1759 leitete er die Goldgewinnung im Berjosowskier Bergwerk. 1760 erfand er eine neue Goldwaschanlage mit zu dieser Zeit höchster Produktivität. 1762 leitete er die gesamte Goldindustrie im Ural.
1763 wurde Frolow auf Betreiben des Chefs der Kolywano-Woskressenskije-Hüttenwerke A. I. Poroschin in den Altai versetzt, um das Smeinogorsker Bergwerk zu mechanisieren. Dort baute er 4 Pochwerke für die Zerkleinerung und Wäsche der Erze (bis 1770). 1767 wurde Frolow zum Bergbau-Offizier ernannt und war damit den Adligen mit freier Wohnort- und Dienstortwahl gleichgestellt. 1783 baute er für einen Wosnessenski-Schacht einen kolossalen Göpel mit 18 m Durchmesser zur Schöpfung des Grubenwassers aus 63 m Tiefe. 1787 installierte er in einem Wosnessenski-Schacht einen Paternoster-Erz-Aufzug eigener Konstruktion. Ab 1790 leitete er die Arbeit in allen Bergwerken des Altai.

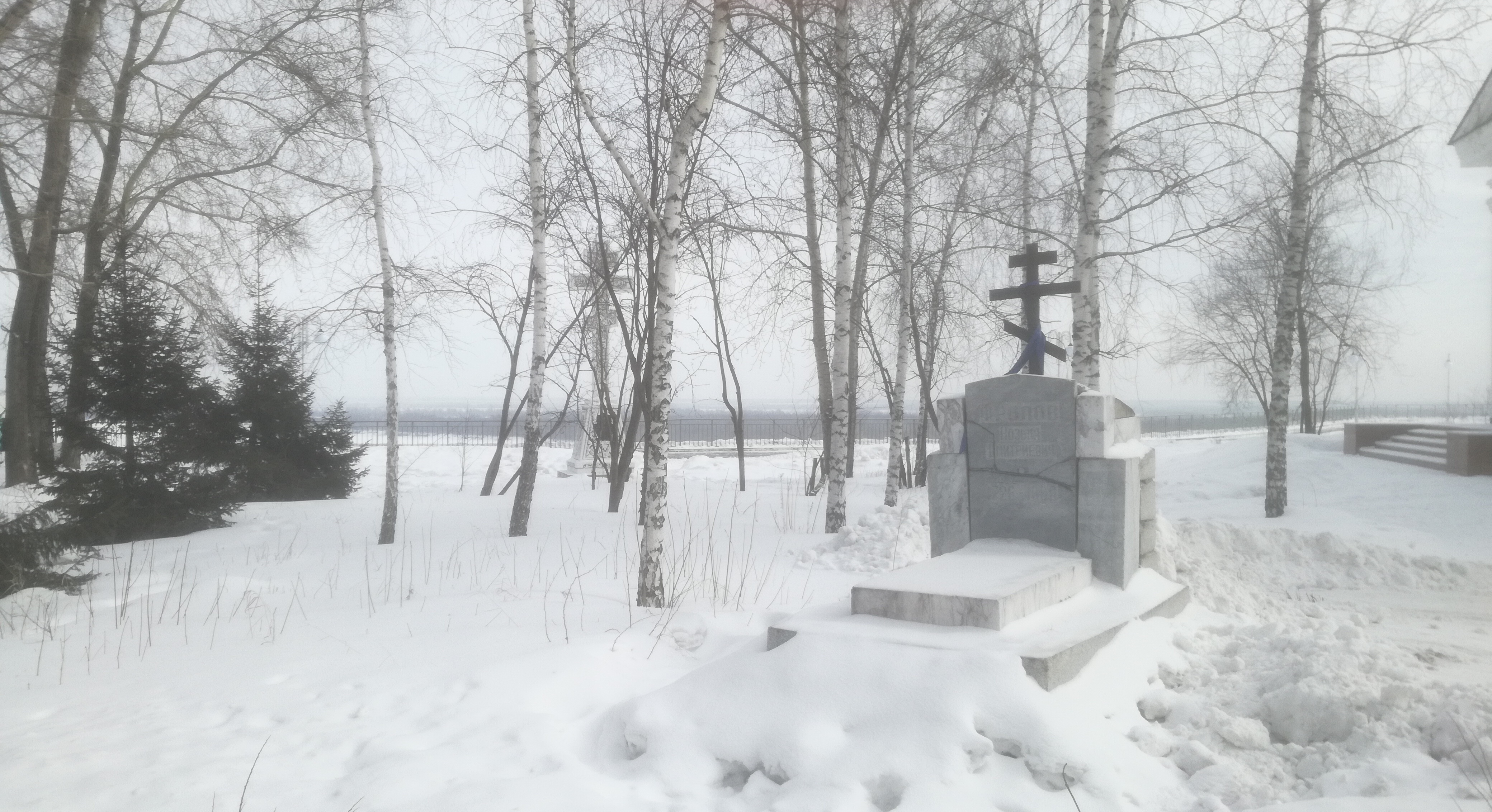
K. D. Frolows Grab, Nagorny-Park, Barnaul

1798 wurde Frolow aus Gesundheitsgründen im Rang eines Berghauptmanns beurlaubt. Er blieb Mitglied des Bergbaurats der Altai-Bergwerke. Er starb auf der Fahrt zur Sitzung des Bergbaurats in Barnaul. Er wurde auf dem Nagorny-Friedhof in Barnaul begraben, der jetzt der Nagorny-Park ist.
Frolow hatte drei Söhne, die auf Staatskosten im Bergbau-Kadettenkorps in St. Petersburg zu Bergbauingenieuren ausgebildet wurden: Pawel Kosmitsch Frolow (1770–1815), Pjotr Kosmitsch Frolow (1775–1839), der Gouverneur des Gouvernements Tomsk wurde und auf dem Grab seines Vaters 1800 ein Grabdenkmal aus grauem Granit mit zwei gusseisernen Tafeln aufstellen ließ, und Gawrila Kosmitsch Frolow, der Sicherheitsoffizier der Kolywano-Woskressenskije-Hüttenwerke und Urgroßvater Nadeschda Konstantinowna Krupskajas war.

## Ehrungen
- Orden des Heiligen Wladimir IV. Klasse[5]